# Oostpolderkreek
De Oostpolderkreek is een kreek in het Meetjeslands krekengebied ten zuiden van het tot de Oost-Vlaamse gemeente Sint-Laureins behorende dorp Sint-Jan-in-Eremo.
Deze kreek sluit in het westen aan op de Boerekreek en in het oosten op de Oudemanskreek. Ze bevat brak water.
De kreek ligt pal ten noorden van het Leopoldkanaal. Door dichtslibbing kon de kreek niet meer afwateren, wat problemen voor de landbouw opleverde. Daarop is omstreeks 2000 aan de oostzijde de afwatering naar het Leopoldkanaal verbeterd en tevens werd de kreek uitgebaggerd en werden de oevers weer bij het natuurgebied gevoegd. Het gebied is Europees beschermd als onderdeel van Natura 2000-gebied 'Polders' (BE2500002).